# نيشان تشولا تشوم كلاو
نيشان تشولا تشوم كلاو ((بالتايلندية: เครื่องราชอิสริยาภรณ์จุลจอมเกล้า)‏ ؛ RTGS : تأسست نيشان تشولا تشوم كلاو في 16 نوفمبر 1873 من قبل الملك راما الخامس ملك مملكة سيام (تايلاند حاليًا) للاحتفال باليوبيل التسعين لسلالة تشاكري وتحمل اسمه (จุลจอมเกล้า Chula Chom Klao). يعكس اللون الوردي لون عيد ميلاد الثلاثاء للملك راما الخامس.

## الشارة

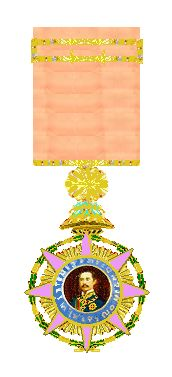
وسام وسام.

تتكون شارة النظام الكاملة من:

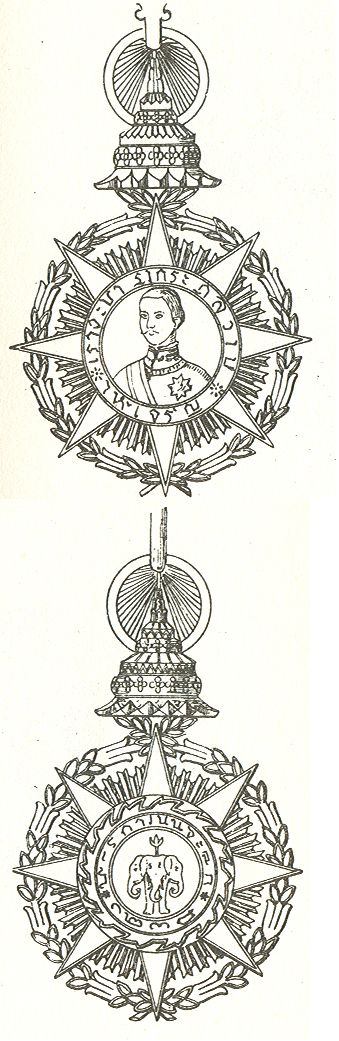
قلادة من النظام.

- قلادة - يختلف تصميم القلادة بين الفئات.
- الوشاح - أنثى: القلادة معلقة من وشاح وردي 7.5 سم، تلبس فوق الكتف الأيسر إلى الفخذ الأيمن. يمكن أيضًا تثبيته على شريط الحرير 5 سم، لارتداء على الكتف الأيسر الأمامي.
- النجمة - يختلف تصميم النجمة بين الفئات.
- طوق - يتكون الياقة من ستة عشر سيفًا ملكيًا للملك راما الخامس من المينا الوردي وسبعة عشر وردة ذهبية مثبتة ببعضها البعض بواسطة حلقات سلسلة. يوجد في وسط الياقة ميدالية بيضاوية عليها فيلة إيرافاتا، مطلية بالمينا باللون الأبيض، وتاج ذهبي مع انفجار نجمي في الأعلى. ويحيط بالميدالية من كلا الجانبين اثنان من مشجعي أسد من الذهب يحملان المظلات الملكية. القطعة كلها مغطاة بأقواس بيضاء.
- الميدالية - الميدالية، المعروفة أيضًا باسم «الرفيق الصغير»، هي قرص فضي. القطعة المركزية تحمل صورة للملك راما الخامس ومحاطة بشريط مرتفع محفور عليه شعار «سأحافظ على عائلتي الملكية». القطعة بأكملها مزينة بإكليل من الزهور وتعلوها تاج مع انفجار نجمي. نقش ظهر الميدالية بأفيال إيرافاتا. القطعة كلها محاطة بشقرا وأكاليل من الذهب. الميدالية معلقة من شريط حرير وردي مكون من 4 سم، لارتداء على صدره الأيسر.[2]

## الطبقات
وتتكون من ثلاث فئات للأعضاء من الذكور والإناث، مع فئة رابعة إضافية للنساء فقط. تنقسم بعض الفئات إلى عدة أقسام. عدد الأعضاء في كل قسم محدود أيضًا. خلال الذكرى الخمسين لتوليه العرش، قام الملك بوميبول بترقية جميع الحاصلين على الأمر في عهد سلفه، الملك راما الثامن، بفئة أعلى.

### صاحب السيادة
ملك النظام شاراتهم مزينة بالماس.

### القرين
من الدرجة الخاصة، لكن شاراتهم مزينة بالماس، على الرغم من أنها أقل من شارة صاحب السيادة.

### الصف الأول
تم تقسيم الدرجة الأولى من النظام إلى قسمين للرجال وقسم واحد للنساء.
- نايت جراند كوردون (درجة خاصة)

التايلاندية ปฐม จุลจอมเกล้า วิเศษ (Pathom Chulachomklao Visesh)، postnominal ป. จ. ว.
تتكون شارة من قلادة ونجمة وياقة وشاح وميدالية.
تصميم القلادة للرجال عبارة عن قرص دائري ذهبي، مع صورة مطلية بالمينا للملك راما الخامس موضوعة في المنتصف. القطعة المركزية محاطة بدائرة زرقاء مطلية بالمينا، محفورة ومذهبة بالشعار التايلاندي «سأحتفظ بعائلتي المالكة». ثمانية أشعة لنجم مطلية بالمينا باللون الوردي، تدعمها عجلة مسننة من الذهب، ترقد عند الحافة. ترتبط نقاط النجمة بإكليل منفصل من أوراق الذهب المطلية بالمينا باللون الأخضر. القطعة بأكملها مغطاة بتاج ذهبي من المينا ونجمة ذهبية. الجزء الخلفي من قلادة لديه إيرافاتا الفيلة التي تحمل ترايدنت بالمينا باللون الأبيض في المركز. القرص المركزي محاط بدائرة زرقاء مطلية بالمينا بخط تايلاندي. عند الحافة، تحيط به شقرا، مطلية بالمينا باللون الأبيض على الحقل الأحمر.
تصميم القلادة للسيدات يشبه القلادة للرجال، ولكن بحجم أصغر وبألوان في التاج وأكاليل الزهور. الجزء الخلفي منقوش بالرقم "1894" بأرقام تايلندية مطلية بالذهب. النجمة للرجال ستة عشر شعاعا من الفضة المثقوبة والذهب المستقيم. تتكون القطعة المركزية من قرص وردي عليه الشفرات الملكية للملك راما الخامس بألوان زاهية ودائرة مطلية بالمينا باللون الأزرق، محفورة بشعار مذهل «سأحتفظ بعائلتي الملكية» باللغة التايلاندية. الخاتم محاط بشريط فضي مرصع بألوان زاهية. النجمة تلبس على صدره الأيسر.
النجمة للسيدات تشبه النجمة للذكور، لكنها أصغر حجمًا لارتدائها على الصدر الأيسر.
لا يوجد حد لعدد الأعضاء.
- نايت جراند كوردون (الدرجة الأولى)

بالتايلاندية ปฐม จุลจอมเกล้า (Pathom Chulachomklao)، postnominal ป. จ.
يتكون من قلادة ونجمة وياقة ووشاح. تصميم القلادة والنجمة هو نفس تصميم نايت جراند كوردون.
يقتصر على 30 عضوًا و 20 أنثى.

### الصف الثاني
تنقسم الدرجة الثانية من الرتبة إلى قسمين للرجال وقسمتين للنساء.
- فارس (أو سيدة) القائد الأعظم (الدرجة الثانية، الدرجة العليا)

بالتايلاندية ทุติย จุลจอมเกล้า วิเศษ (Thutiya Chunlachomklao Wiset)، postnominal ท. จ. ว. (ث CHW)
يتكون من قلادة وخاتم حريري ونجمة (للرجال فقط).
يشبه تصميم القلادة للرجال تصميم (نايت جراند كوردون)، المعلق من شريط من الحرير الوردي بعرض 5 سم، لارتدائه كطوق.
يشبه تصميم القلادة للسيدات تصميم (سيدة غراند كروس) ولكن بدون براقة، معلقة من وشاح وردي بعرض 7.5 سم لتلبس فوق الكتف الأيسر إلى الفخذ الأيمن أو تعلق على شريط من الحرير الوردي بعرض 5 سم لارتدائه من الأمام الكتف الأيسر.
النجمة من الفضة غير المصقولة مع ثماني نقاط من الأشعة المستقيمة. القطعة المركزية عبارة عن قرص دائري مطلي بالمينا باللون الوردي مع الشفرات الملكية للملك راما الخامس بالذهب. القرص محاط بدائرة من المينا الزرقاء، منقوشة ومذهبة بالشعار التايلاندي «سأحتفظ بعائلتي المالكة».
يقتصر على 200 عضو و 100 أنثى.
- فارس (أو سيدة) قائد (الدرجة الثانية، الدرجة الدنيا)

بالتايلاندية ทุติย จุลจอมเกล้า (Thutiya Chunlachomklao)، postnominal ท. จ. (ThCh)
يتكون من قلادة وشريط من الحرير.
تصميم القلادة للرجال هو نفس تصميم (قائد الفارس الكبير) (الدرجة الثانية، درجة أعلى).
يتشابه تصميم القلادة للنساء مع (السيدة الكبرى القائد)، حيث يتم تثبيته على شريط من الحرير بطول 5 سم لارتدائه على الكتف الأيسر الأمامي.
يقتصر على 250 من الذكور و 100 من الإناث.

### درجة ثالثة
تنقسم الطبقة الثالثة من الرتبة إلى ثلاثة أقسام للرجال وقسم واحد للنساء.
- رفيق كبير (الدرجة الثالثة، الدرجة العليا)

بالتايلاندية ตติย จุลจอมเกล้า วิเศษ (Tatiya Chulachomklao Visesh)، postnominal ต. จ. ว.
شارة تتكون من قلادة فقط. تصميم القلادة مشابه لتصميم (قائد الفارس)، لكن بحجم أصغر. يتدلى من شريط من الحرير الوردي بعرض 4 سم، مع وردة إضافية لارتدائه على الصدر الأيسر.
يقتصر على الأعضاء الذكور 250.
- رفيق (الدرجة الثالثة، الدرجة الدنيا) (CC)

بالتايلاندية ตติย จุลจอมเกล้า (Tatiya Chulachomklao)، postnominal ต. จ.
شارة تتكون من قلادة فقط. تصميم القلادة مشابه لتصميم رفيق كبير، بدون الوردة الإضافية. بالنسبة للنساء، يشبه تصميم القلادة تصميم (السيدة القائدة) ولكن بحجم أصغر، يتم تثبيته على شريط حريري بعرض 4 سم، ليتم ارتداؤه على الكتف الأيسر الأمامي.
يقتصر على 200 عضو من الذكور و 250 من الإناث.
- رفيق صغير (JCC)

بالتايلاندية ต ติ ยา นุ จุลจอมเกล้า (Tatiyanu Chulachomklao)، postnominal ต. อ. จ.
شارة تتكون من ميدالية فقط.
يقتصر على 100 عضو من الذكور.

### الطبقة الرابعة
الدرجة الرابعة من النظام لديها قسم واحد للنساء.
- عضو (MC)

بالتايلاندية จตุตถ จุลจอมเกล้า (Chatutatha Chulachomklao)، postnominal จ. จ.
شارة تتكون من ميدالية فقط. والميدالية شبيهة بميدالية رفيق، لكنها مطلية بالذهب ودائرة بالمينا الزرقاء. يشبه ظهر الميدالية ميدالية الرفيق، ولكن مع "1894" في الشريط الخارجي المطلي بالذهب.
يقتصر على 150 عضوة.

## ألقاب العضوات
- المتزوجات الحاصلات على فئات (سيدة غراند كروس) و (السيدة الكبرى القائد) يحملن لقب ثان فو ينغ (ท่านผู้หญิง ، «هاي ليدي»)
- يُطلق على المستلمات المتزوجات لفئات القائد أو الرفيق أو العضو اسم خون ينغ (คุณหญิง ، «سيدة»)
- يُطلق على المتلقين غير المتزوجات للأمر اسم خون (คุณ ، «سيدتي»)[3]

## التوريث
- في حالة منح شخص ما وسام فارس غراند كوردون، يجب أن يرث ابنه الشارة عند وفاته. ثم يجب أن ينتقل في الأسرة حتى لا يعثر على وريث ذكر.
- إذا تم منح شخص ما وسام فارس جراند كروس، فيجب أن يرث ابنه الشارة عند وفاته.
- في حالة منح شخص ما لقب قائد الفارس أو قائد الفارس، يجب أن يرث ابنه الشارة عند وفاته.
- يجب أن يكون الشخص الذي يرث الشارة هو الابن الأكبر للعائلة. إذا كان غير لائق، يجب أن تنتقل الشارة إلى الأبناء الصغار.
- وإذا كان من يرث الشارة مجنوناً أو ميتاً، فينقل إلى ابن ذلك الشخص.
- إذا ورث الشخص الشارة من أبيه فيمنح له رفيقاً.
- إذا ورث الشخص الشارة من جده، فينبغي أن يُمنح كرفيق مبتدئ.

## المستلمون الأجانب للنظام
- ملك الدنمارك فريدريك التاسع - نايت جراند كوردون (فئة خاصة)
- ملك النرويج أولاف الخامس - نايت جراند كوردون (فئة خاصة)
- ملك بلجيكا بودوان - نايت جراند كوردون (درجة خاصة)
- ملك النرويج هارالد الخامس - نايت جراند كوردون (فئة خاصة)
- الملك ويليم ألكسندر ملك هولندا نايت جراند كروس (الدرجة الأولى)
- الملكة ايشواريا ملكة نيبال - السيدة جراند كوردون (درجة خاصة)
- صوفيا ملكة إسبانيا - سيدة غراند كروس (الدرجة الأولى)
- ملكة السويد سيلفيا - سيدة غراند كروس (الدرجة الأولى)
- فريدريك ، ولي عهد الدنمارك، نايت غراند كروس (الدرجة الأولى)
- الأميرة الكسندرا ، السيدة المحترمة أوجلفي، السيدة جراند كروس (الدرجة الأولى)

## روابط خارجية
- وسام تشولا تشوم كلاو الأكثر شهرة ، سكرتير مجلس الوزراء التايلاندي